# Written on the Wind (Lied, 1956)
Written on the Wind ist ein Lied aus dem Jahr 1956, das von Victor Young komponiert und von Sammy Cahn getextet und in dem Filmdrama In den Wind geschrieben (Originaltitel: Written on the Wind) erstmals vorgestellt und gesungen wurde von The Four Aces.

## Liedtext
In den Wind geschrieben (It is written on the wind) ist unsere Nacht der gestohlenen Glückseligkeit. Genau wie die sterbenden Blätter, haben wir unsere Träume weggeworfen, nun sind sie leise davongeflogen. Die Versprechungen, die wir uns gemacht haben, verblassen wie ein Luftzug in der Brise, genauso ist es mit unseren Erinnerungen. Obwohl Du weg von mir bist, sind wir nicht wirklich auseinander, denn was in den Wind geschrieben ist, steht in meinem Herzen.

## Erfolg
Unter den erfolgreichsten Songs des Vokalquartetts Four Aces nimmt Written on the Wind von 55 gelisteten Songs Rang 16 ein. Im Dezember 1956 war das Lied für eine Woche in der US CashBox auf Platz 44 gelistet, im selben Jahr notierte US Billboard den Song auf Platz 61. Er war dort ab Dezember 1956 für 15 Wochen notiert.

## Auszeichnung
Auf der Oscarverleihung 1957 waren Victor Young und Sammy Cahn mit dem Lied für einen Oscar in der Kategorie Bester Song nominiert. Die Trophäe ging jedoch an Ray Evans und Jay Livingston und ihren Song Que Sera, Sera (Whatever Will Be, Will Be) aus dem Hitchcock-Thriller Der Mann, der zuviel wusste. Victor Young, der im November 1956 verstorben war, war posthum nominiert.
In den Wind geschrieben war in zwei weiteren Kategorien für einen Oscar nominiert sowie für einen Golden Globe Award.